# Artavasdes Apaúnio
Artavasdes Apaúnio (em latim: Artavasdes; em armênio/arménio: Արտաւազդ; romaniz.: Artawazd) foi um nobre armênio (nacarar) do século VI, membro da família Apaúnio, ativo durante o reinado do xainxá Cosroes II (r. 590–628).

## Nome
Artavasdes, Artoasdes ou Artabazo (Artabazus) são as formas latinas do armênio Astavasde (em armênio/arménio: Արտաւազդ, Artawazd), que derivou do avéstico Axavasda (Ašavazdah-), "aquele que promove a justiça", através do iraniano antigo *Artavasda (*Artavazdah). Foi registrado em persa médio como *Ardevaste (*Ard-vast), em grego como Artabasdo (Αρτάβασδος, Artábasdos), Artauasdes (Αρταουάσδης, Artaouásdēs), Artabazes (Αρτάβαζης, Artábazēs) e Artabazo (Αρτάβαζος, Artábazos) e em árabe como Artabatus (em árabe: ارتاباتوس).

## Vida

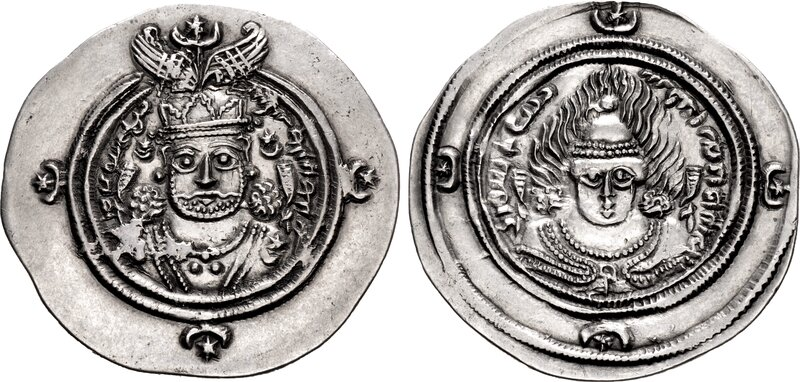
Dracma de r.

A parentela de Artavasdes é incerta, exceto que pertenceu à família Apaúnio. A julgar que é mencionado ao lado de outros membros de sua família (Maictes, Bestã e Manuel), é possível que estivessem aparentados. Serviu como um dos nobres armênios que participaram na expedição do marzobã Simbácio IV, provavelmente ocorrida em 608, contra um contingente de "cuchanas" (heftalitas) que havia invadido o Império Sassânida no Oriente. O exército de Simbácio era formado por cerca de dois mil cavaleiros. Os invasores haviam se espalhado em várias direções, mas ao saberem de sua chegada, supostamente se reagruparam e fugiram. Simbácio os perseguiu e alcançou. Na batalha que se seguiu, o exército cuchana fugiu e foi derrotado. Simbácio então decidiu acampar em Apre Xar, nas cercanias de Nixapur, antes de se dirigir com 300 homens para a vila murada de Crocte.